# جين جودل

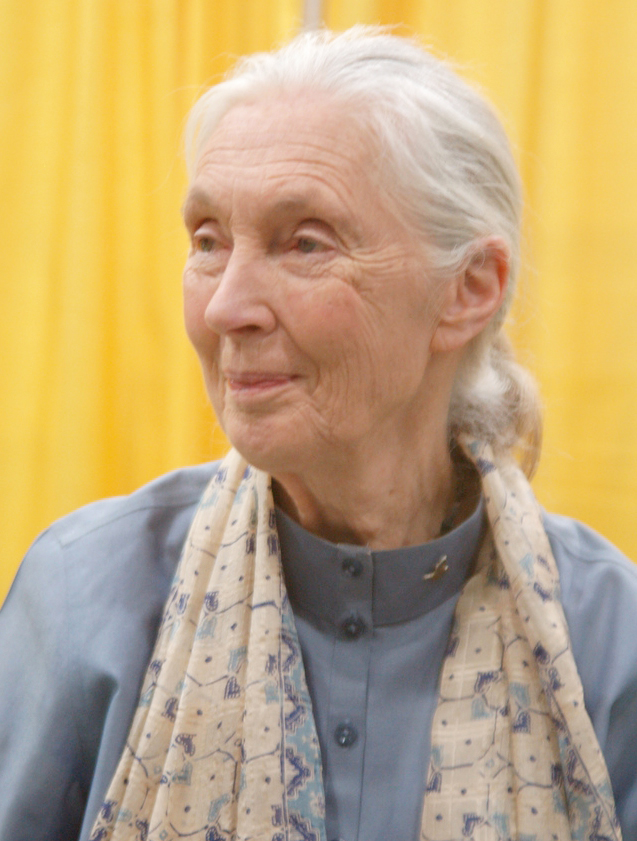
جان جودل في سبتمبر 2011

فاليري جين موريس-جودال (بالإنجليزية: Jane Goodall) (3 أبريل، 1934) هي بريطانية متخصصة في الرئيسيات وعلم السلوك والأنثروبولوجيا، وتعتبر الأكثر خبرة في الشمبانزي على مستوى العالم. وهي سفيرة للأمم المتحدة للسلام.
عرفت جودال بقضاء 45 عام من عمرها في دراسة التفاعلات الاجتماعية والأسرية للشمبانزي في الحياة البرية في الحديقة الوطنية غومبي بدولة تنزانيا.
أسست مؤسسة معهد جين جودال وبرنامج الجذور والبراعم «Roots & Shoots»، وعملت على نطاق واسع في قضايا الرفق بالحيوان. كما عملت في مجلس إدارة مشروع حقوق غير البشر «Nonhuman Rights Project» منذ تأسيسها في عام 1996.

## الحياة الشخصية
تزوجت جودال مرتين، ففي يوم 28 مارس عام 1964، تزوجت من أحد النبلاء الهولنديين، مصور الحياة البرية البارون «هوجو فان لويك» (بالإنجليزية: Hugo van Lawick)، في كنيسة تشيلسي القديمة في لندن، وأصبحت معروفة خلال فترة زواجهما بالبارونة «جين فان لويك-جودال» (بالإنجليزية: Jane van Lawick-Goodall). وفي سنة 1967 ازدان فراشهما بابنهما «هوجو اريك لويس».
تطلقت جودال من زوجها سنة 1974، وفي العام التالي تزوجت ديريك بيرسيون Derek Bryceson (عضوا في برلمان تنزانيا' ومدير المحميات)، الذي توفي في أكتوبر 1980 بسبب السرطان. ومع منصبه في الحكومة التنزانية كرئيس للمحميات الوطنية في البلاد، وكان «ديريك بيرسيون» قادر على حماية المشروع البحثي لجودال وتنفيذ الحظر على السياحة في «غومبي» طول فترة حياته.
وقد أعربت جودال في مناسبات مختلفة عن انبهارها برجل الثلج البغيض فوت «Yeti»، بيج فوت.
عندما سئلت عما إذا كانت تؤمن بوجود الله، قالت جودال في سبتمبر 2010: «ليس لدي أي فكرة عن من ماهو الله، ولكنني أعتقد في بعض الأحيان وجود قوة روحية كبيرة أشعر بها وبخاصة عندما أكون في الطبيعة. انها مجرد شيء أكبر وأقوى مني أنا أو أي شخص اخر. أشعر به وهذا يكفي بالنسبة لي».

## السنوات الأولى
ولدت فاليري جين موريس جودال في عام 1934 في هامبستاد بلندن، ووالدها رجل الأعمال مورتيمر هربرت موريس جودال، ووالدتها الروائية مارجريت ميفانوي جوزيف من مدينة ميلفورد هافن بمقاطعة بيمبروكشاير، والتي كانت تكتب تحت اسم فان موريس جودال.
في طفولتها أعطاها والدها شمبانزي محشو يدعى اليوبيل بدلاً من دمية دب، وقالت أن اعتزازها لهذا الشمبانزي جعلها تحب الحيوانات. قالت جودال: لقد أصيب أصدقاء والدتي بالرعب من هذه اللعبة، وفكروا أن هذه اللعبة من شأنها أن تخيفني وتصيبني بالكوابيس. إلى اليوم لايزال يوبيل يجلس على خزانة ملابس جودال في لندن. لجين أخت تصغرها سناً بأربعة سنوات وتدعى جوديث، وتشترك معها في نفس يوم عيد الميلاد.

## أفريقيا
كانت جودال شغوفة بالحيوانات وإفريقيا، وهذا ما جلبها إلى مزرعة صديقة لها في أراضي المرتفعات الجبلية بكينيا عام 1957. حصلت على عمل كسكرتيرة، وبناء على نصيحة صديقتها اتصلت هاتفياً مع لويس ليكي -عالم الآثار الكيني البارز وعالم الأحافير- دون أي تفكير لتحديد موعد من أجل التحاور حول الحيوانات. اعتقد ليكي أن دراسة القرود العليا الموجودة يمكن أن تقدم مؤشرات على سلوك البشر الأقدمين. اقترح لويس أن تعمل جودال لديه كسكرتيرة، وبعد الحصول على موافقة من زوجته ماري ليكي، أرسل لويس جودال إلى مضيق أولوفاي في تنجانيقا (تنزانيا الحالية)، حيث وضع خططه.
في عام 1958 أرسل ليكي جودال إلى لندن لدراسة سلوك الرئيسيات مع عثمان هيل ولدراسة تشريح الرئيسيات مع جون نابير. في 14 يوليو 1960 ذهبت جودال إلى حديقة غومبي الوطنية، لتصبح أول الزملاء الثلاثة للويس ليكي. كانت برفقة والدتها والتي كان وجودها ضروريًا لتلبية متطلبات ديفيد أنستي -كبير المراقبين- الذي كان مهتماً بسلامتهم.
قام ليكي بترتيب الموارد المالية، وفي عام 1962 أرسل جودال -التي لم يكن لديها شهادة- إلى جامعة كامبريدج، ذهبت جودال إلى كلية نيونهام بجامعة كامبريدج، وحصلت على درجة الدكتوراه في الفلسفة لعلم سلوك الحيوان (الإيثولوجيا). أصبحت جودال الشخص الثامن الذي يُسمح له بالدراسة للحصول على درجة الدكتوراه هناك دون أن تحصل أولا على درجة البكالوريوس. انتهت من أطروحتها في عام 1965 تحت إشراف روبرت هيند حول سلوك الشمبانزي الذي يعيش بحرية، بشرح تفصيل الخمس سنوات الأولى من دراستها في محمية غومبي.

## العمل

### البحث في حديقة جومبي ستريم الوطنية
تشتهر جودال بدراستها للحياة الاجتماعية والعائلية للشمبانزي، وبدأت دراسة مجتمع الشمبانزي كاساكيلا في حديقة غومبي ستريم الوطنية بتنزانيا في عام 1960. بدلاً من ترقيم قرود الشمبانزي الذين لاحظتهم، أعطتهم أسماء مثل فيفي وديفيد جرايبيرد، ولاحظت أن لديهم شخصيات فريدة وفردية، وهي فكرة غير تقليدية في ذلك الوقت. وجدت جودال أنه ليس البشر فقط من لديهم شخصية وقادرون على التفكير العقلاني والعواطف مثل الفرح والحزن، ولاحظت أيضًا سلوكيات مثل العناق والقبلات وحتى الدغدغة، وهذا ما نعتبره أفعال إنسانية.
تصر جودال على أن هذه الإشارات دليل على وجود روابط وثيقة وداعمة ومحبة تتطور بين أفراد الأسرة والأفراد الآخرين داخل المجتمع، والتي يمكن أن تستمر طوال فترة العمر لأكثر من 50 عامًا. تشير هذه النتائج إلى أن أوجه التشابه بين البشر والشمبانزي موجودة في أشياء أكثر من الجينات وحدها، ويمكن رؤيتها في العاطفة والذكاء والعلاقات الأسرية والاجتماعية.
إن بحث جودال في جومبي معروف للأوساط العلمية بأنه تحدي لاثنين من المعتقدات طويلة الأمد اليوم، وهما أن البشر فقط هم الذين يمكنهم بناء واستخدام الأدوات، وأن قرود الشمبانزي كانوا نباتيين.
عندما كانت جودال تراقب شمبانزي يتغذى على تل النمل الأبيض -حيث راقبته مرارًا وتكرارًا- وجدته يضع سيقان العشب في ثقوب النمل الأبيض، ثم يخرجها من الفتحة المغطاة بالنمل الأبيض، وكان هذا صيد بفاعلية للنمل الأبيض، وجدت أيضًا قرود الشمبانزي تأخذ أغصان من الأشجار وتنزع عنها الأوراق لتجعل الغصن أكثر فاعلية، وهذا شكل من أشكال تعديل الأشياء التي تمثل الحركات البدائية لصناعة الأدوات.
لقد ميزنا نحن البشر أنفسنا عن بقية مملكة الحيوان منذ وقت طويل بكوننا «صانعي الأدوات». رداً على النتائج الثورية التي توصلت إليها جودال، كتب لويس ليكي قائلاً: «يجب علينا الآن إعادة تعريف الإنسان، أو إعادة تعريف الأداة، أو قبول الشمبانزي كإنسان».
على النقيض من السلوكيات السلمية والودية التي لاحظتها، وجدت جودال أيضًا جانبًا عدوانيًا من طبيعة الشمبانزي في جومبي ستريم؛ حيث اكتشفت أن الشمبانزي سوف يصطاد بانتظام ويأكل قرود أصغر مثل قرود كولبس. شاهدت جودال مجموعة صيد تقوم بعزل قرد كولبس عالٍ في شجرة، وحظروا جميع المخارج الممكنة، ثم صعد شمبانزي واحدًا واستولى عليه وقتله، ثم أخذ الآخرون أجزاءً من الذبيحة وشاركوها مع أفراد آخرين من القطيع استجابة لسلوكيات التسول. يقتل الشمبانزي في جومبي ويأكل ما يصل إلى ثلث سكان الكولبس في الحديقة كل عام. كان هذا وحده اكتشافًا علميًا كبيرًا تحدى المفاهيم السابقة لنظام الشمبانزي الغذائي وسلوكه.
لربما كان الأمر الأكثر إزعاجًا هو الميل للعنف والعدوان داخل قطيع الشمبانزي، حيث لاحظت جودال أن الإناث المهيمنة تقتل عمدًا الإناث الأخريات الأصغر سنًا في القطيع للحفاظ على هيمنتهن، وفي بعض الأحيان تتصاعد الأمور لتصل إلى أكل المثيل. تقول جودال: «خلال السنوات العشر الأولى من الدراسة كنت أعتقد أن قرود الشمبانزي كانت -في معظم الأحيان- أجمل من البشر، ثم فجأة وجدنا أن الشمبانزي يمكن أن يكون وحشيًا، بمعنى أن هناك جانبًا مظلمًا لطبيعتهم مثلنا».
قامت جودال أيضًا بتمييز نفسها عن الأعراف التقليدية في ذلك الوقت من خلال تسمية الحيوانات في دراساتها عن الرئيسات، بدلاً من استخدام الأرقام، كان الترقيم ممارسة عالمية تقريبًا في ذلك الوقت، وكان يُعتقد أنه مهم من أجل إخراج الفرد من إمكانية الارتباط العاطفي بالموضوع قيد الدراسة. أدى تفريقها عن غيرها من الباحثين أيضًا إلى تطوير رابطة وثيقة مع الشمبانزي لتصبح الإنسان الوحيد المقبول في مجتمع الشمبانزي حتى يومنا هذا.

### النشاط
تنسب جودال إلى مؤتمر فهم الشمبانزي لعام 1986-الذي استضافته أكاديمية شيكاغو للعلوم- مع تحويل تركيزها من مراقبة الشمبانزي إلى اهتمام أوسع وأكثر كثافة بحفظ الحيوان الشبيه بالإنسان، كانت جودال الرئيس السابق للدفاع عن الحيوانات -وهي منظمة مقرها في إدنبرة، إسكتلندا- تقوم بحملات ضد استخدام الحيوانات في البحوث الطبية وحدائق الحيوان والزراعة والرياضة.
في العالم الداخلي لحيوانات المزرعة، كتبت جودال أن حيوانات المزرعة أكثر وعياً وذكاء مما توقعنا في أي وقت مضى، وعلى الرغم من كونها تربى كعبيد محليين، فهي كائنات فردية في حد ذاتها. وهي تستحق احترامنا ومساعدتنا. قالت جودال أيضًا: يجلس الآلاف من الناس الذين يقولون إنهم يحبون الحيوانات مرة أو مرتين يوميًا للاستمتاع بلحوم المخلوقات الذين عوملوا بهذه المعاملة من قلة الاحترام وانعدام اللطف فقط للحصول على المزيد من اللحوم.

## النقد
اقترح بعض علماء الحيوانات وجود عيوب في منهجية جودال والتي قد تشكك في صحة ملاحظاتها، حيث استخدمت جودال ممارسات غير تقليدية في دراستها، على سبيل المثال: كانت تسمي الحيوانات بدلاً من ترقيمهم، وفي ذلك الوقت كان الترقيم يستخدم لمنع الارتباط العاطفي وفقدان الموضوعية.
تهدف العديد من الطرق القياسية إلى تجنب تدخل المراقبين، ويعتقد البعض -على وجه الخصوص- أن استخدام محطات التغذية لجذب شمبانزي جومبي قد غير أنماط التغذية والعلاقات الاجتماعية، وكانت هذه الحجة هي محور كتاب نشرته مارجريت باور في عام 1991.
لقد قيل أن المستويات الأعلى من العدوان والصراع مع مجموعات الشمبانزي الأخرى في المنطقة كانت نتيجة للتغذية، والتي كان يمكن أن تخلق الحروب بين المجموعات الاجتماعية للشمبانزي التي وصفتها جودال، والتي لم تشهد جوانب منها خلال السنوات الماضية قبل بدأت التغذية الاصطناعية في غومبي، ونتيجة لذلك يعتبر البعض ملاحظات جودال تشوهات لسلوك الشمبانزي الطبيعي.
اعترفت جودال بنفسها بأن التغذية ساهمت في العدوان داخل المجموعات وفيما بينها، لكنها أكدت أن التأثير كان مقصورًا على تغيير شدة شمبانزي وليس طبيعة صراع الشمبانزي.
صرح كريج ستانفورد من معهد جين جودال للأبحاث بجامعة جنوب كاليفورنيا أن الباحثين الذين يجرون دراسات دون توفير مواد مصطنعة يجدون صعوبة في رؤية أي سلوك اجتماعي للشمبانزي، وخاصة تلك المتعلقة بالصراع بين المجموعات.

## وصلات خارجية
- جين جودل على موقع IMDb (الإنجليزية)
- جين جودل على موقع الموسوعة البريطانية (الإنجليزية)
- جين جودل على موقع مونزينجر (الألمانية)
- جين جودل على موقع ألو سيني (الفرنسية)
- جين جودل على موقع ميوزك برينز (الإنجليزية)
- جين جودل على موقع أول موفي (الإنجليزية)
- جين جودل على موقع قاعدة بيانات الأفلام السويدية (السويدية)
- جين جودل على موقع إن إن دي بي (الإنجليزية)
- جين جودل على موقع ديسكوغز (الإنجليزية)
- جين جودل على موقع قاعدة بيانات الفيلم (الإنجليزية)
- The Jane Goodall Institute official website
- مرات الظهور على سي-سبان
- أخبار مُجمّعة وتعليقات عن جين جودل في موقع صحيفة نيويورك تايمز.
- Jane Goodall interviewed by Alyssa McDonald in July 2010 for the 'New Statesman